# برونگتس
برونگتس (به لهستانی:  Broniec) یک روستا در لهستان است که در گمینا اولسنو (استان اوپوله) واقع شده‌است. برونگتس ۱۸۰ نفر جمعیت دارد.